# ويليام بي. روبرتسون
ويليام بي. روبرتسون (بالإنجليزية: William Bryan Robertson)‏ هو طيار أمريكي، ولد في 8 أكتوبر 1893 في ناشفيل في الولايات المتحدة، وتوفي في 1 أغسطس 1943 في مطار سانت لويس الدولي في الولايات المتحدة بسبب حوادث الطيران.